# Абилийн (Канзас)
Абилийн (на английски: Abilene, /ˈæbɪliːn/) е град в централната част на Съединените американски щати, административен център на окръг Дикинсън в щата Канзас. Населението му е около 6500 души (2016).
Разположен е на 352 метра надморска височина на северния бряг на река Смоуки Хил в Големите равнини, на 135 километра северно от Уичита и на 225 километра западно от Канзас Сити. Селището възниква около основана през 1857 година станция на дилижанса и е инкорпорирано през 1869 година. То получава името на Авилиния, спомената в Евангелие от Лука местност в Сирия.
През 1867 година Абилийн е свързан с железопътната мрежа на Юниън Пасифик и бързо се превръща в ключов пункт за превоза на говеда. Големи стада са превеждани на собствен ход от Тексас, групирани са в Абилийн, след което са превозвани с влакове към Чикаго. През следващите няколко години градът преживява бурен разцвет – между 1867 и 1871 година през него преминават 440 хиляди глави едър рогат добитък – и през него преминават известни фигури от историята на Дивия запад, като шерифът Дивия Бил Хикок и стрелецът Джон Уесли Хардин. С развитието на железопътната мрежа през 70-те години значението на Абилийн постепенно намалява, но и днес търговията с добитък е основна дейност за града.
В Абилийн израства бъдещият генерал и американски президент Дуайт Айзенхауер. Той и негови близки са погребани в града, където се намира и неговата президентска библиотека.